# Mesadenella
Mesadenella é um género botânico pertencente à família das orquídeas (Orchidaceae). Foi proposto por Pabst e Garay em Archivos do Jardim Botânico do Rio de Janeiro 12: 207-208, em 1952, tipificado pela Mesadenella esmeraldae (Linden & Rchb.f.) Pabst & Garay, primeiro descrita como Spiranthes esmeraldae Linden & Rchb.f., em 1862, e que na realidade é um sinônimo da Mesadenella cuspidata (Lindl.) Garay, antes descrita como Spiranthes cuspidata Lindl..  O nome do gênero significa que seria diferente porém próximo de Mesadenus, a terminação ella, significa pequeno.
A despeito do nome, tanto genética como morfologicamente este gênero situa-se muito mais próximo de Sacoila e Eltroplectris que de Mesadenus. Distingue-se dos outros desta subtribo pelas suas flores, cuja base do labelo é dotada de glândulas nectárias livres, e pelo ápice das polínias, que se prolonga algo além da porção terminal do viscídio. 
Em 1993, baseando-se em algumas diferenças na estrutura floral, por exemplo no labelo, cujas laterais não aderem à coluna, Szlachetko segregou uma de suas espécies, a Mesadenella atroviridis (Barb.Rodr.) Garay, em um novo gênero monotípico por ele proposto, Garaya. Como não há consenso sobre sua aceitação, por hora tratamos este gênero como sinônimo de Mesadenella.
Menos de dez espécies foram descritas. São ervas terrestres, ocasionalmente rupícolas, que habitam florestas sombrias e úmidas, sobre humus, do nível do mar até 800 metros de altitude, ocorrendo em ampla área contínua desde o Sul do México, estendendo-se pelo coração da Amazônia, chegando até o estado de Santa Catarina.
São ervas dotadas de raízes carnosas, folhas pecioladas, ocasionalmente pintalgadas de prateado ou reticuladas de verde escuro, dispostas em forma de roseta. A inflorescência em espiga apresenta muitas flores pouco vistosas, alvacentas, dispostas para todos os lados. A coluna das flores é pubescente e possui pé prolongado.
A Mesadenella cuspidata (Lindley) Garay ocasionalmente pode ser vista em coleções pois é bastante comum no sudeste do Brasil.

## Espécies
1. Mesadenella angustisegmenta Garay, Bot. Mus. Leafl. 28: 285 (1980 publ. 1982).
2. Mesadenella atroviridis (Barb.Rodr.) Garay, Bot. Mus. Leafl. 28: 335 (1980 publ. 1982).
3. Mesadenella cuspidata (Lindl.) Garay, Opera Bot., B 9(225: 1): 238 (1978).
4. Mesadenella meeae R.J.V.Alves, Folia Geobot. Phytotax. 27: 64 (1992).
5. Mesadenella peruviana Garay, Bot. Mus. Leafl. 28: 286 (1980 publ. 1982).
6. Mesadenella tonduzii (Schltr.) Pabst & Garay, Arch. Jard. Bot. Rio de Janeiro 12: 209 (1953).
7. Mesadenella variegata D.E.Benn. & Christenson, Icon. Orchid. Peruv.: t. 713 (2001).